# Nanos nitens
Nanos nitens là một loài bọ cánh cứng trong họ Bọ hung (Scarabaeidae).